# Natata
Natata (auch: Nataka) ist ein Motu des Butaritari-Atolls der pazifischen Inselrepublik Kiribati.

## Geographie
Natata ist eine winzige Riffinsel und eine der östlichsten Inseln im Butaritari-Atoll. Sie gehört zu einer kleinen Gruppe mit Ubantakoto, Namoka, Kaionobi und weiteren winzigen Sandbänken, die die Nordostecke des Atolls bilden. In etwa 6 Kilometer Entfernung liegt im Norden die Insel Onne der Makin-Inselgruppe.